# الشندخة
الشندخة قرية تتبع ناحية العنازة في منطقة بانياس التابعة لمحافظة طرطوس.

## التسمية
تعود تسمية هذه القرية إلى كثرة نوع من الصخور التي تسمى بصخور «الشندق»، وهي ذات لون رمادي وطبيعة سهلة في التعامل، حيث تتكسر بسهولة مما يسهل عملية تشذيبها والبناء بها بكل يسر، حيث إن أغلب منازل القرية القديمة التراثية مبنية بها، وهذه الصخور شكلت مصدر دخل مادي في السابق لأبناء القرية، حيث كان معظم القرى كـ«سلحب» و«الدالية»، تشتري هذه الحجارة منها. وفي معجم لسان العرب: ـ شُنْدُخُ: الشديدُ الطَّويلُ، المُكْتَنِزُ، والأَسَدُ، والوقَّادُ من الخَيْلِ، وطعامٌ يَتَّخِذُهُ من ابْتَنَى داراً أو قَدِمَ مِن سَفَرٍ أو وَجَدَ ضالَّتَهُ، كالشِّنْدَاخِ، والشُّنْداخِ والشُّنْدُخَةِ (والشُّنْدَخِ) والشُّنداخِيِّ. وهذا اقرب إلى الصواب لاشتهار أهل الشندخة بالكرم والجود واستضافة كل مسافر وعابر طريق بالإضافة إلى القوة والشجاعة والسبق في شتى المجالات العلمية وغيرها.

## الموقع
تقع القرية وسط قرى جرد العنازة، في منطقة بانياس التابعة لمحافظة طرطوس، وتتموضع على تلة ترتفع عن سطح البحر 750م، يحد القرية من الشمال خربة السنديانة وقرية أبو رجيلة التابعة لمحافظة اللاذقية، ومن الشرق قريتا مصيات وبيت جاش، ومن الجنوب قريتا الجديدة ودير الجرد، ومن الغرب قرية الدالية، وتشكل صلة وصل بين 3محافظات هي: طرطوس، وحماة، واللاذقية.

## المناخ
تمتاز القرية بمناخ دافئ بالمقارنة مع القرى المجاورة، مما ساهم بزراعة التبغ، إضافة إلى الموقع الجغرافي الذي كان من أهم الطرق التجارية في القرن التاسع عشر، حيث يصل مباشرة بين الشريط الساحلي غرباً والمناطق والمحافظات الداخلية شرقاً، الأمر الذي ساهم إيجاباً في طبيعة السكان، التي تميزت بالبساطة والمحبة والتعاون.

## التعليم
تمثل القرية نواة تعليمية بالنسبة للقرى المحيطة بها، حيث توجد فيها مدرسة ابتدائية بنيت عام 1970، وكانت مركز استقطاب للمهتمين بالعلم، كما أقيمت فيها أول جمعية استهلاكية وأول جمعية فلاحية على مستوى «جرد العنازة».